# Aban (cratère)
Pour les articles homonymes, voir Aban.
Le cratère Aban est un cratère d'impact de 4,28 km de diamètre situé sur Mars dans le quadrangle d'Amenthes. Il a été nommé en référence à la ville d'Aban en Russie.